# Electra (песня)
«Electra» (встречается написание «Elektra») — тринадцатый и последний сингл группы Dio. Был выпущен вместе с бокс-сетом «Tournado» в начале 2010 года ещё до смерти Ронни Джеймса Дио. «Electra» — последняя песня, записанная группой.

## История
В интервью для журнала «Hit the Lights» у Ронни Джеймса Дио спросили, можно ли ждать продолжения альбома «Magica». Музыкант ответил, что в будущем будет выпущена трилогия, над которой к данному моменту группа уже ведёт работу. Также он добавил, что в скором времени выйдет песня «Electra», и ей будет непросто существовать в одиночку без привязки к остальным песням. К песне должны были быть сделаны специальные пояснения, дающие представление о том, какой будет трилогия.
Планировалось, что дебют песни состоится во время европейского турне группы, который впоследствии был отменён после того, как у Ронни Джеймса Дио диагностировали рак желудка. «Electra» стала единственной появившейся на свет песней к будущей трилогии «Magica».

## Оценка
Обозреватель сайта «Consequence of Sound» Крис Коплан похвалил песню, сказав, что «Дио переносит всё на совершенно новый уровень. В песне есть свежесть и волнение…Вокал придаёт ощущение того, что благородный деятель стиля метал снова выступает с обращением к своему королевству».
Крэйг Голди сказал, что «текст этой песни содержит то, через что прошел Ронни, когда сражался с раком. Так что она очень эмоциональна. Её невозможно слушать без комка в горле».

## Список исполнителей
- Ронни Джеймс Дио — вокал
- Даг Олдрич — гитара
- Руди Сарзо — бас
- Саймон Райт — ударные
- Скотт Уоррен — клавишные

### Дополнительно
- Вин Дэвис — звукорежиссёр
- Бретт Чассен — ассистент звукорежиссёра
- Адам Арнольд — ассистент звукорежиссёра